# پاریس (ایلینوی)
پاریس، ایلینوی (به انگلیسی: Paris, Illinois) یک شهر در ایالات متحده آمریکا با جمعیت ۸٬۸۳۷ نفر است که در ایلی‌نوی واقع شده‌است.

## موقعیت جغرافیایی
موقعیت جغرافیایی شهرها و مناطق اطراف به شرح زیر است: